# こねこのトムのおはなし
『こねこのトムのおはなし』 (The Tale of Tom Kitten;1907) は、ビアトリクス・ポター作のピーターラビットの絵本である。

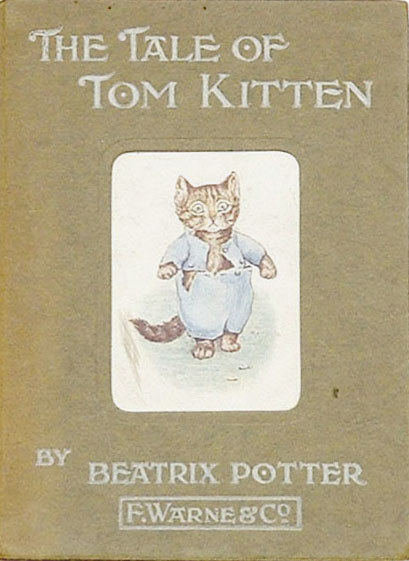

## あらすじ
ある日、猫のタビタ・トウィチットが友人をティーパーティーに招待した。
子供のミトン、トム、モペットによそ行きの服を着せたが、トムの服はかなりきつくなっていた。

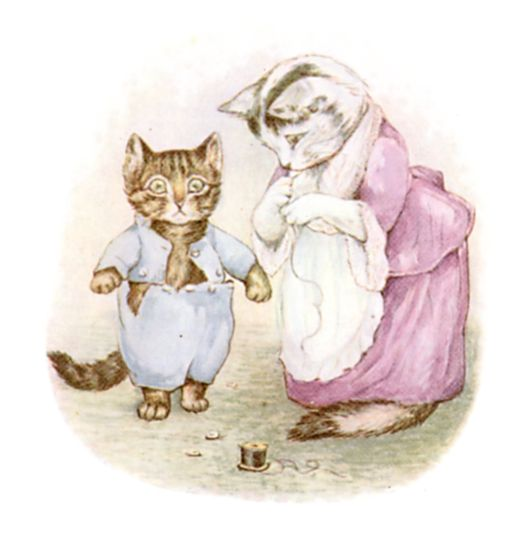

服を着せ終わり、タビタはパーティーに出す料理を作る間、子供たちに服を汚さないように言って聞かせて外に出した。
子供たちは庭を歩いている内に、転んで服に染みを付けたり石垣の下に襟飾りや帽子を落としたりしてしまい、特にトムの服はボタンがすべて弾けてしまう。そこへあひるのパドルダックたちが通りかかる。
子供たちは石垣から下りるが、その途中で着ているものがすべて脱げてしまう。子供たちは自分達が服を着るのを手伝うようにパドルダックたちに頼むが、逆に服を全部着て持って行かれてしまう。

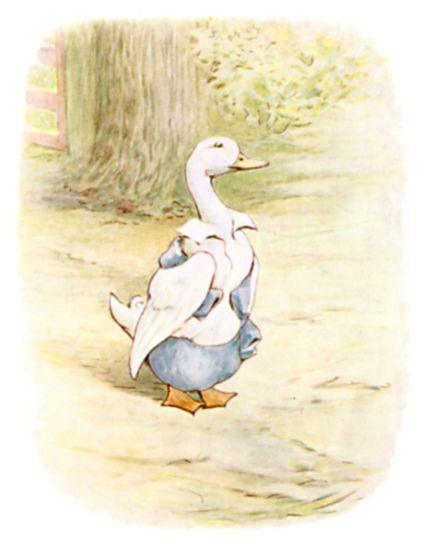

そこへタビタが出てきて何も着ていない子供達を見つける。

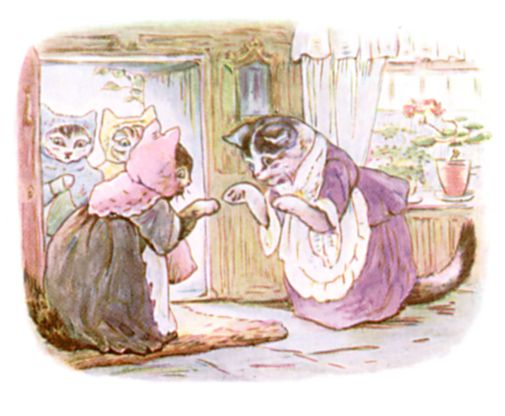

怒ったタビタは子供たちにベッドで寝ているように言いつけ2階の寝室に追いやって、ティーパーティーの客には子供たちははしかで寝ていると嘘をついた。しかし、子供たちが寝室ではしゃぎ回ったので、ティーパーティーの雰囲気は台無しになった。一方、パドルダックたちが服を着たまま池で泳いだところ、（ボタンが無いため）服が脱げて池の底に沈んでしまった。
そのため、あひる達は今でも水面に逆立ちをして服を探している。